# Avella
Avella község (comune) Olaszország Campania régiójában, Avellino megyében.

## Fekvése
A megye nyugati részén fekszik. Határai: Baiano, Casamarciano, Cervinara, Pannarano, Roccarainola, Rotondi, San Martino Valle Caudina, Sirignano, Sperone, Tufino és Visciano. A Liri folyó völgyében fekszik.

## Története
Mivel az ősi Hirpiniát a Tirrén-tengerrel összekötő út mentén feküdt az ókorban jelentős kereskedelmi központ volt. Nevének eredetéről csak feltételezések léteznek: egyik a mitológiai Aperből (vaddisznó) származtatja a megnevezését, míg egy másik az Abel nevű khalkiszi görögök által alapított kolónia nevéből.
A településen végzett régészeti ásatások során feltárt legrégebbi emlékek a késő paleolitikumból származnak. Az i. e. 8 században a település a Neapolisban és Paestumban élő etruszkok és görögök fennhatósága alatt volt. I. e. 3 században a római municípiummá vált. Miután Caius Marius seregeit támogatta a római polgárháborúkban, i. e. 87-ben a nolaiak (Róma szövetségesei) elpusztították. A Nyugatrómai Birodalom bukása után a népvándorlások idején többször is kifosztották. A mai település a longobárdok uralma alatt alakult ki a 7. században. A következő századokban nemesi birtok volt. A 19. században nyerte el önállóságát, amikor a Nápolyi Királyságban felszámolták a feudalizmust.

## Népessége
A népesség számának alakulása:

## Főbb látnivalói
- Abella romjai (amfiteátrum, sírkamrák stb.)
- a longobárdok által a 7. században épült Castello, amelyet a későbbiekben a normann, Anjou és aragóniai királyok is megerősítettek.
- a Grotto San Michele barlang és remetelak
- a San Pietro-templom, amely egy római palota alapjaira épült
- Santa Marina templom, amely egy korábbi (6. század) templom alapjaira épült
- a 16. századi Santissima Annunziata-kolostor, amelynek kerengőjét Assisi Szent Ferenc életét bemutató freskók díszítik